# Gerhard Loose
Gerhard Loose (* 24. November 1907 in Leipzig; † 25. Januar 2000 in Kennett Square, Pennsylvania) war ein deutsch-US-amerikanischer Germanist.

## Leben
Loose wurde 1907 als Sohn des Geschäftsmannes Albert Loose (1872–1938) und dessen Ehefrau Elsa, geb. Wachsmuth (1878–1961) in Leipzig geboren. Zwischen 1914 und 1918 besuchte er in seiner Geburtsstadt die Zweite Höhere Bürgerschule und wechselte danach ans Leibniz-Gymnasium, wo er 1927 sein Abitur ablegte. Anschließend begann er ein Studium der Germanistik, Philosophie, Geschichte, Soziologie und Sport in Leipzig (1927/1928) und Wien (1928–1932, u. a. unter Max Adler). Bei Joachim Wach promovierte er 1933 im Fach Soziologie mit seiner Dissertation Die Religionssoziologie Georg Simmels. Die Arbeit bezog in ihrer Analyse von Simmels Philosophie auch marxistische Ansätze ein. Parallel hatte sich Loose im Sinne des Kommunismus politisch engagiert. Ursprünglich in den 1920ern ein Mitglied der Wandervogelbewegung, betätigte er sich ab 1929 in der Roten Hilfe und ab 1930 als Mitglied der Kommunistischen Partei Deutschlands. Ab 1930 leitete er die Leipziger Marxistische Arbeiterschule und war zeitweise auch hochschulpolitisch aktiv. Kurz nach der Machtübernahme der Nationalsozialisten 1933 wurde er zweimal das Ziel von Hausdurchsuchungen der Sturmabteilung (SA) und kurzzeitig in Schutzhaft genommen. Daraufhin beantragte er ein Visum für die Vereinigten Staaten, wohin er im Januar 1934 emigrierte.
In den USA arbeitete er zunächst als Lehrer, unter anderem als Sprachlehrer an der Berlitzschule in New York City (bis April 1934), als Privatlehrer in Milford (Connecticut) (April–August 1934) und als Deutsch-, Französisch- und Sportlehrer an der Riverdale Country School in New York (1934–1937). 1937 heiratete er die gebürtige Deutsche Ruth Bischoff (1908–1995). Die ehemalige Gymnasiallehrerin aus Leipzig wurde später Deutschdozentin an der University of Colorado Boulder, wo auch Loose im Sommer 1938 als Gastprofessor tätig war. Dieser Aufenthalt bedeutete für ihn den Beginn einer akademischen Karriere, der ihn zunächst als Deutschdozent ans Lafayette College (1938–1939) und dann zurück nach Boulder führte, wo er bis 1947 eine Assistenzprofessur für Germanistik innehatte. In diese Zeit fielen nicht nur seine Einbürgerung in die Vereinigten Staaten (1939), sondern auch sein Militärdienst in der United States Army als Teil des Militärgeheimdiensts (1942–1945), für den er in Europa stationiert wurde. Nach Kriegsende verließ er das Militär im Rank eines Captain, der für seine Verdienste auch die Bronze Star Medal erhalten hatte. Als einer der sogenannten Ritchie Boys gehörte es zu seinen Aufgaben, deutsche Kriegsgefangene zu befragen, darunter Gerd von Rundstedt. Seine wissenschaftlich erfassten Beobachtungen zum Sprachgebrauch jener Gefangenen publizierte er später in mindestens zwei wissenschaftlichen Artikeln.
Zurück in Colorado war er ab 1947 Associate Professor of German. Nach einem Gastaufenthalt am College of the City of New York (1949 / 1950) wurde er 1953 zum ordentlichen Professor of German an der University of Colorado Boulder ernannt. In den nächsten Jahren folgten weitere Gastaufenthalte an der Purdue University (1959), an der University of Texas at Austin (1960) und am Vassar College (1960–1961), wo er interimsweise auch das Germanistikinstitut leitete. 1963 erhielt er ein Forschungsstipendium der Ostberliner Akademie der Künste der DDR. Zwei Jahre später gab er seine Professur in Boulder auf, um zunächst das dortige Institut für Germanistik zu leiten. Parallel war er Gastprofessur an der University of California, Berkeley (1965). Im Jahr 1966 verließ er schließlich Colorado dauerhaft und wurde Professor für Germanistik und Komparatistik, Leiter des Germanistikinstituts und Studiengangsleiter der German Studies an der University of Rochester. Diese Positionen füllte er bis zu seiner Emeritierung im Juni 1970 aus. Neben der Komparistik spezialisierte sich Loose besonders auf die DDR-Literatur und die deutschsprachige Literatur der ersten Hälfte des 20. Jahrhunderts. In dieser Hinsicht forschte und veröffentlichte er unter anderem zu Ernst Jünger, Gottfried Benn, Franz Kafka und Heinrich Mann. Ein Großteil jener Monografien erschien in deutscher Sprache im Verlag Vittorio Klostermann in Frankfurt am Main. Eine weitere seiner Veröffentlichungen beschäftigte sich mit der Herkunft amerikanischer Vogelnamen. Unter seinen Schülern befinden sich Bruce A. Beatie, Lynn Dhority und Vera Profit. 1992 publizierte er im Selbstverlag unter dem Titel Ad me ipsum eine Autobiografie. Loose starb im Januar 2000 im Alter von 92 Jahren in Kennett Square, Pennsylvania. Seine Tochter ist die Romanistin Rebecca Valette (* 1938).

## Auszeichnungen
- 1952/1953: Fellow des American Council of Learned Societies[1]
- 1963/1964: Guggenheim Fellowship[1]

## Veröffentlichungen (Auswahl)
- Die Religionssoziologie Georg Simmels. Dissertation an der Universität Leipzig, Risse-Verlag, Dresden 1933.
- Ernst Jünger. Gestalt und Werk. Klostermann, Frankfurt am Main 1957.
- mit George C. Scherer, Ulrich K. Goldsmith: Deutsch im ersten Jahr. Department of Germanic Languages and Literatures, University of Colorado at Boulder 1959.
- Die Ästhetik Gottfried Benns. Klostermann, Frankfurt am Main 1961.
- Franz Kafka und Amerika Klostermann, Frankfurt am Main 1968.
- Der junge Heinrich Mann. Klostermann, Frankfurt am Main 1972. Neuauflage als Band 10 der Reihe Das Abendland, 1979.
- Ernst Jünger (= Twayne’s World Authors Series. Band 323). Twayne Publishers, New York 1974.
- Guide to American Bird Names: Origins, Meanings, Types, and Varieties. Grundwald & Radcliff, Virginia Beach 1989.
- Ad me ipsum. Selbstverlag, 1992.